# اولیویه کوینت
اولیویه کوینت (انگلیسی: Olivier Quint؛ زادهٔ ۲۹ نوامبر ۱۹۷۱) بازیکن فوتبال اهل فرانسه است.
از باشگاه‌هایی که در آن بازی کرده‌است می‌توان به باشگاه فوتبال نانت و باشگاه فوتبال سدان اشاره کرد.